# Dorcasta singularis
Dorcasta singularis là một loài bọ cánh cứng trong họ Cerambycidae.